# Tanatopraxia

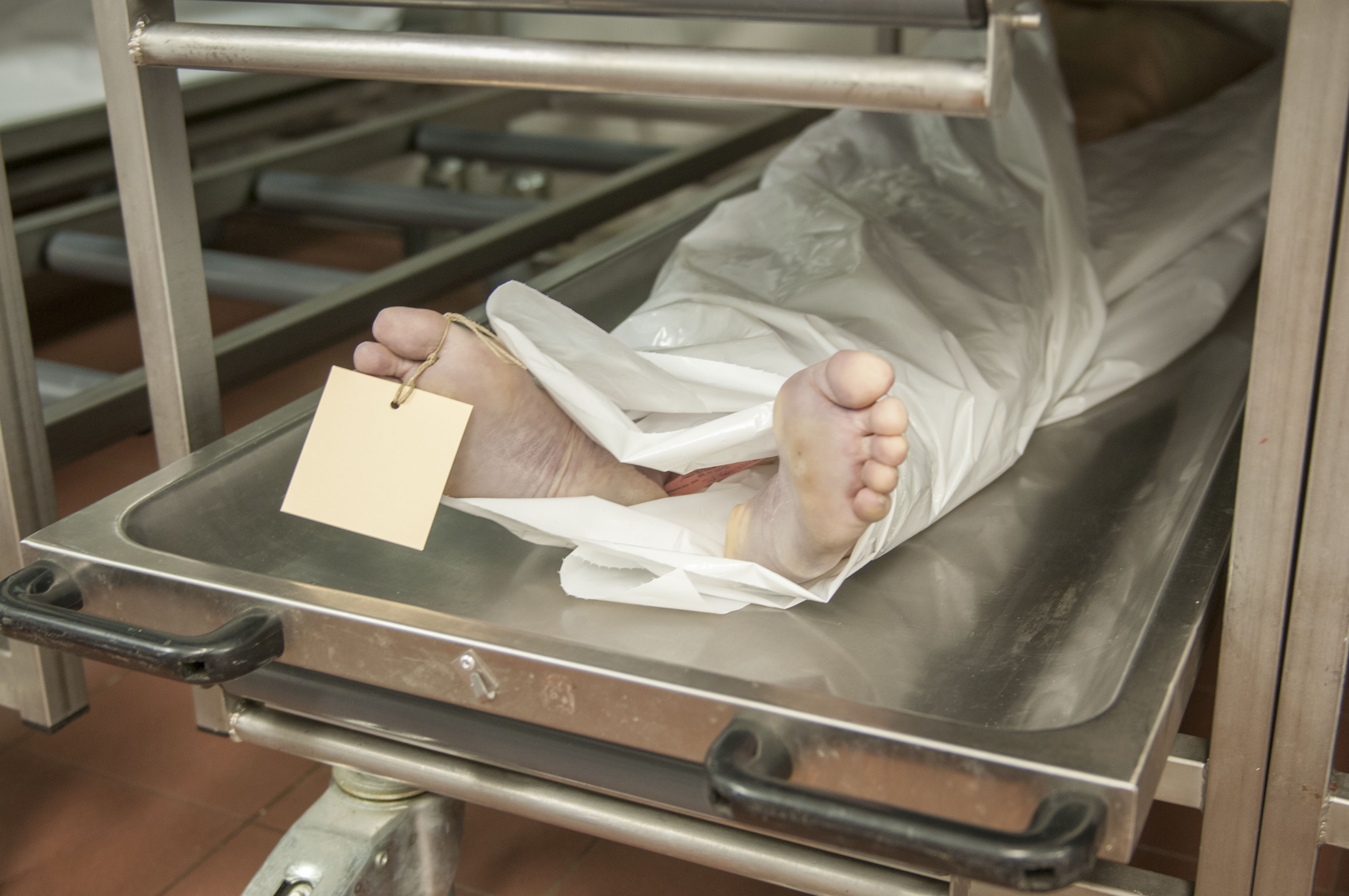
Um cadáver.

Tanatopraxia ou somatoconservação é o conjunto de procedimentos, técnicas e métodos utilizados por molde a conservar, embalsamar, higienizar, restaurar e cuidar da aparência de um cadáver, de modo a prepará-lo para o velório, funeral ou cerimónia fúnebre, observando os devidos preceitos religiosos e legais..
Um dos principais objectivos da tanatopraxia é o de evitar que o cadáver entre em decomposição natural e se transforme num potencial perigo para a higiene e saúde públicas, porquanto são consabidas as inúmeras ocorrências históricas de acidentes infecciosos provocados por restos mortais em decomposição. Com efeito, as bactérias patogénicas num ser vivo perduram depois da morte por um determinado tempo..
A fim de evitar a decomposição do corpo, é utilizada uma técnica que consiste na aplicação de injeções, por via do sistema arterial, de produtos bactericidas, com o objetivo de destruir as bactérias existentes, bem como de estabelecer de um ambiente assético capaz de resistir a uma invasão microbiana.
Tratando-se de corpos mutilados, também lhes são aplicados tratamentos de restauro e cosmética para tentar restituir o aspecto natural dos traços do falecido com o objetivo de atenuar o sofrimento dos familiares.